# Миффи
Миффи (англ. Miffy, нидерл. Nijntje [ˈnɛɪ̯ncə]) — девочка-кролик, герой книжек с картинками авторства нидерландского художника Дика Бруны. Оригинальное имя — сокращение от нидерл. konijntje, «крольчонок».
Первая книжка с Миффи была выпущена в 1955 году, и с тех пор их было около тридцати. Всего продано около 85 миллионов копий, был выпущен сериал, и производятся игрушки и одежда с данным персонажем.

## История
Миффи была придумана в 1955 году, после того, как Бруна рассказал своему годовалому сыну Сьерку (Sierk) сказки о крольчонке, которого видел в дюнах на выходных в Эгмонд ан Зее. Миффи стала девочкой после того, как Бруна решил, что хочет нарисовать на кролике платьице, а не штаны. Согласно сказке, Миффи — ребёнок четырёх лет от роду.
Сначала Миффи выглядела как игрушечное животное, с болтающимися ушами, но с 1963 года она выглядит так, как сейчас. Она нарисована в минималистском стиле, всего несколькими линиями и одним-двумя основными цветами. Некоторые цвета никогда не используются, и Бруна очень внимательно относится к оттенкам коричневого и серого. Несмотря на то, что изображение нереалистично, все черты кролика в Миффи узнаваемы.
В каждой книжке о Миффи — шестнадцать страниц. На каждой странице — одна картинка и четыре строки стишка, в котором вторая строчка рифмуется с четвёртой. В них пишется о понятных детям вещах и ситуациях, с которыми они могут столкнуться — попаданием в больницу и прогулкой в школу, и истории всегда заканчиваются благополучно. В некоторых книжках текста вовсе нет, например, в Miffy’s Dream.
Книги напечатаны в маленьком формате. Бруна считает важным, чтобы его аудитория чувствовала, что книги сделаны под них, а не под их родителей. Большинство книг о Миффи предназначены для детей от 4 до 8 лет.
Книги Бруны переведены на 40 языков, и в мире продано более 85 миллионов их копий. Он выиграл множество наград за свои книги, например, Золотую кисть в 1990 году за Boris Bear и Серебряную кисть за Miffy In The Tent в 1996 году. В 1997 году его наградили Silver Slate за Dear Grandma Bunny, книгу, в которой бабушка Миффи заболевает и умирает.
В книгах среди персонажей задействована семья Миффи: родители, бабушка и дедушка, тётя Алиса, дядя Медведь Боррис (Borris Bear, в Miffy Goes Flying). Анонсировано появление братика или сестрицы Миффи в Miffy And The New Baby. У неё много друзей, например, медведи Борис и Барбара (Boris and Barbara Bear), впервые появившиеся в 1989 году, и друг и подружка, Поппи Пиг (Poppy Pig), появившаяся в 1977 году, и её племянница Гранти (Grunty), Снаффи (Snuffy), 1969 год, и другие кролики — Эгги и Мелани (Aggie, Melanie).
Миффи была придумана как персонаж детских книг, но она используется на многих других вещах — в одежде, игрушках, очках, домашней утвари и так далее.
В ранние 1990-е изображение Миффи с разводным ключом за спиной использовалось на флаерах сторонниками прямого противодействия политике Великобритании по строительству дорог; это несанкционированное использование распространилось и Миффи стала маскотом для групп, задействованных в радикальных экологических акциях.
Миффи появилась на телевидении с 2003 года, в её честь было названо шоу, демонстрируемое на ряде телеканалов. В шоу появилось несколько новых героев, включая африканскую семью Мелани и кузина Бориса и Барбары, Умика. «Микки и друзья» на телевидении спонсируются шоколадкой Milky от Nestle. Сериал был подготовлен Pedri Animation BV.
Многие думают, что Миффи — японский персонаж, потому что у Hello Kitty похожий стиль. Кроме того, Миффи популярна в Японии, и там производится множество связанных с ней товаров. В интервью The Daily Telegraph Бруна выразил неприязнь к Hello Kitty. «Это копирование [Миффи], я считаю. Мне это вовсе не нравится. Я всегда думаю: „Нет, не делай этого. Попробуй сделать что-нибудь, о чём сам думаешь“». По иронии, медведи из Миффи похожи на персонажа Масти (Musti), придуманного фламандским графиком Рэем Гуссенсом (Ray Goossens) в 1945 году, вплоть до икс-образной формы рта.
26 августа 2010 года, Mercis BV, представляющая Бруну, подала иск против Sanrio с обвинением в том, что один из персонажей Hello Kitty, кролик Кэти (Cathy), нарушает авторские права и товарные знаки Миффи. 2 ноября 2010 года Суд Нидерландов вынес решение против Sanrio и обязал компанию прекратить торговлю с продукцией с Кэти в Бельгии, Люксембурге и Нидерландах. После землетрясения и цунами в Японии 11 марта 2011 года 7 июня 2011 года Sanrio и Mercis достигли внесудебного соглашения об остановке производства товаров с Кэти по всему миру. Вместо судебных разбирательств обе компании будут предоставлять юридические услуги жертвам землетрясения.
В родном городе Бруны, Утрехте, есть площадь, названная в честь Миффи — Nijntjepleintje («площадь крольчонка», рифмованно), а в 2006 году Центральный Музей открыл постоянную выставку dick bruna huis (Дом Дика Бруны).
В 2005 году Миффи отпраздновала своё пятидесятилетие. Празднование проходило в городах по всему миру, например, в Манчестерской художественной галерее. Помимо прочего, Миффи сотрудничает с ЮНИСЕФ.
В октябре 2010 года в Европе был анонсирован образовательный раздел на WiiWare под названием miffy’s world.

## Книжки о Миффи
Производство Dick Bruna, Linders J, Sierman K, de Wijs I and Vrooland-Löb T. Wanders Publishers, Zwolle, 2006. (англ.) ISBN 90 400 8342 8 (нидерл.) ISBN 90 400 9106 4
- 1955 Miffy, Miffy at the Zoo
- 1963 Miffy, Miffy at the Zoo, Miffy in the Snow, Miffy at the Seaside
- 1970 Miffy Goes Flying, Miffy’s Birthday
- 1975 Miffy at the Playground, Miffy in Hospital
- 1979 Miffy’s Dream
- 1982 Miffy’s Bicycle
- 1984 Miffy at School
- 1988 Miffy Goes to Stay, Grandpa and Grandma Bunny
- 1991 Miffy is Crying, Miffy’s House
- 1992 Auntie Alice’s Party
- 1995 Miffy in the Tent
- 1996 Dear Grandma Bunny
- 1997 Miffy at the Gallery
- 1999 Miffy and Melanie
- 2001 Miffy the Ghost, Miffy the Fairy
- 2002 Miffy Dances
- 2003 Miffy’s Letter, The New Baby
- 2004 Miffy’s Garden
- 2005 Miffy in Lolly Land, A Flute for Miffy
- 2006 Hangoor (Flopear) In Dutch only
- 2007 Queen Miffy
- 2008 Miffy the Artist (опубликовано в сотрудничестве с Галереей Тейт), Nijntje en de seizoenen (Miffy and the seasons), Nijntje is Stout (Miffy is naughty)

### Miffy and Friends
Miffy and Friends — пластилиновый мультсериал о данном персонаже. Был впервые показан в США на канале Nick Jr. в период с апреля 2003 года по апрель 2007 года, и позже перезапущен на PBS Kids. Выпускался в Канаде на Treehouse TV, сейчас входит в WNET-TV в качестве части линейки детских образовательных программ.

## Галерея

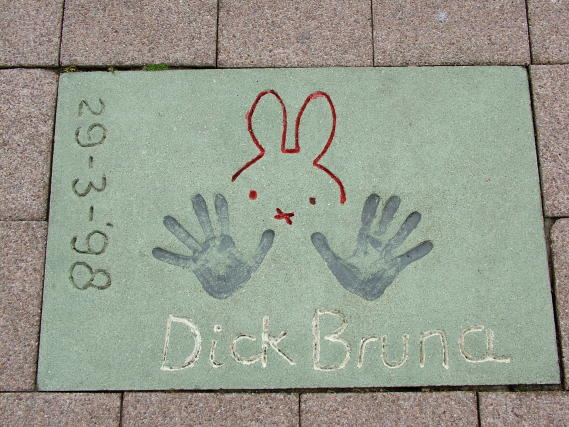
Дик Бруна и Миффи на Стене славы в Роттердаме
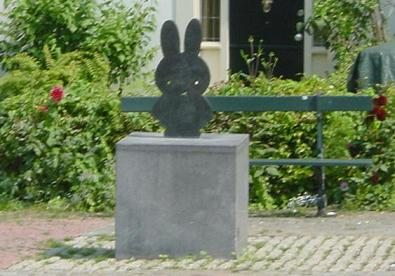
Статуя Миффи на Площади Миффи в Утрехте
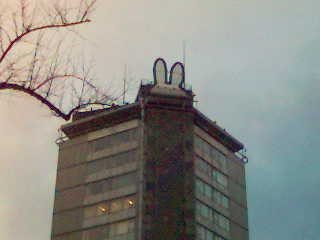
Украшение на Neudeflat в честь открытия музея Дика Бруна